# Долгая Гребля (Черниговская область)
Долгая Гребля (укр. Довга Гребля) — посёлок в Корюковском районе Черниговской области Украины. Население 11 человек. Занимает площадь 0,093 км².
Код КОАТУУ: 7422487504. Почтовый индекс: 15335. Телефонный код: +380 4657.

## Власть
Орган местного самоуправления — Рейментаровский сельский совет. Почтовый адрес: 15335, Черниговская обл., Корюковский р-н, с. Рейментаровка, ул. Шевченко, 6.